# Dziewuchy Dziewuchom
Dziewuchy Dziewuchom – oddolny ogólnopolski ruch społeczny mający około 50 oddziałów lokalnych. Zapoczątkowany został założeniem grupy na portalu Facebook 1 kwietnia 2016 roku jako odzew na projekt ustawy mającej zaostrzać obowiązujące w Polsce prawo regulujące przerywanie ciąży. 
Nazwa zarejestrowana została jako znak handlowy w 2018 roku przez założycieli oryginalnej grupy. Spotkało się to z krytyką ze strony grup lokalnych, w tym ze strony stowarzyszenia Łódzkie Dziewuchy Dziewuchom. 

## Założenia grupy
Głównym celem grupy jest działanie na rzecz obrony praw człowieka odnośnie do możliwości przerywania ciąży w Polsce i monitorowanie działań dążących do zaostrzenia prawa regulującego możliwość przeprowadzania aborcji. Ponadto zajmuje się ona takimi tematami jak prawa reprodukcyjne kobiet, edukacja seksualna, seksizm i sytuacja (społeczna, kulturowa, polityczna) kobiet w Polsce i na świecie. Grupa deklaruje się jako działająca politycznie, ale niezależnie od jakiejkolwiek partii.

## Działania

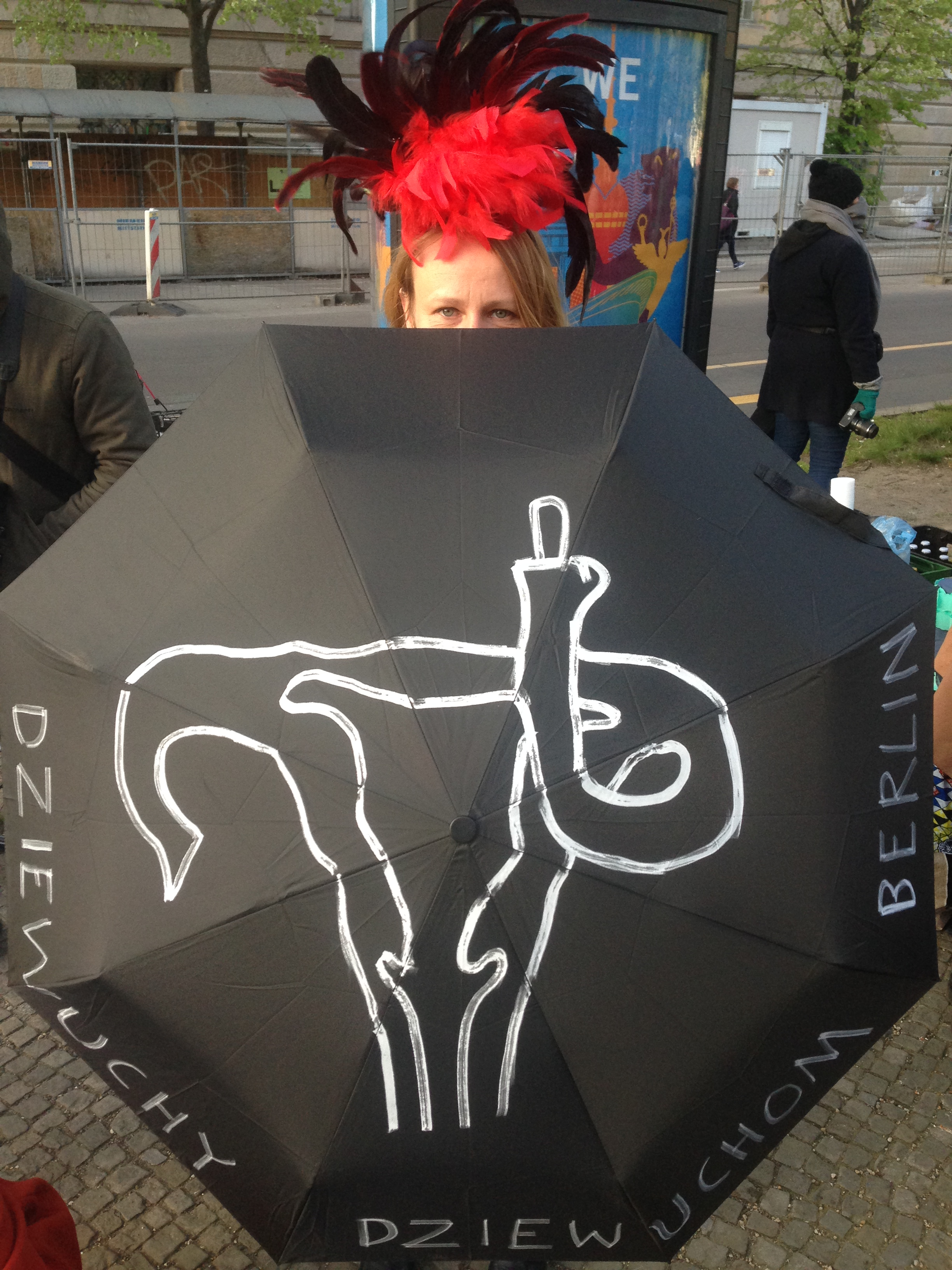
Dziewuchy Dziewuchom w Berlinie

Dziewuchy Dziewuchom działa jako organizacja społeczna, prowadząca media społecznościowe popularyzujące feministyczne wartości, poprzez udostępnianie artykułów prasowych, informowanie o inicjatywach i kampaniach na rzecz równouprawnienia, a także raportowanie o regulacjach prawnych dotyczących przerwania ciąży i komentowanie bieżących wydarzeń. Jej celem jest jednocześnie otwarcie dyskusji dla szerszego grona, poprzez możliwość wypowiedzi na facebookowej grupie i dodawanie komentarzy do postów w mediach społecznościowych. Ponadto zapewnia ona wsparcie dla osób dotkniętych przemocą seksualną, organizuje zbiórki charytatywne, ułatwia dostęp do informacji o zdrowiu reprodukcyjnym. Od 2018 r. Dziewuchy Dziewuchom posiadają status fundacji. Jako jej cele określono:
- Działanie na rzecz wykluczenia dyskryminacji kobiet w życiu publicznym, kulturze i sztuce,
- Promowanie aktywności kobiet w życiu społecznym,
- Upowszechnianie problematyki prokobiecej i feministycznej,
- Promowanie publikacji, inicjatyw i osób związanych z problematyką prokobiecą,
- Działanie na rzecz ochrony i promocji zdrowia kobiet,
- Przeciwdziałanie przemocy wobec kobiet,
- Wspieranie edukacji seksualnej oraz edukacji w zakresie praw reprodukcyjnych kobiet,
- Pomoc w rozwoju kompetencji interpersonalnych i intrapersonalnych kobiet w celu świadomego kierowania swoim życiem,
- Promowanie nowych technologii wśród kobiet i organizacji kobiecych,
- Integracja międzypokoleniowa i międzykulturowa w płaszczyźnie społecznej[9].

Konta społecznościowe Dziewuchy Dziewuchom działają za pośrednictwem strony i grupy na portalu Facebook, a także kont na platformach Instagram, YouTube i Twitter. Grupa posiada też własną stronę internetową.

### Działania oddziałów lokalnych

#### Trójmiejskie Dziewuchy Dziewuchom
W listopadzie 2016 r. zorganizowały pikietę przed biurem Prawa i Sprawiedliwości w Gdańsku protestując przeciwko uchwalonej przez nich tzw. ustawie za życiem. Ustawa z 4 listopada wprowadzała jednorazową pomoc finansową dla kobiet, które urodziły niepełnosprawne dziecko, określane prześmiewczo jako „trumienkowe”.
Trójmiejskie Dziewuchy Dziewuchom organizowały różnego rodzaju happeningi. We wrześniu 2016 r. wzięły udział w przmarszu z trumną przez Gdańsk pod hasłem „Requiem dla Praw Kobiet”. 14 lutego 2018 r. zorganizowały akcję „Nazywam się Miliard” na Długim Targu przy Fontannie Neptuna. 8 marca podczas 14stej Trójmiejskiej Manify zorganizowały Strefę Kobiet, gdzie można było m.in. uzyskać poradę prawną.
W maju 2019 roku, podczas piątego Trójmiejskiego Marszu Równości, zorganizowały happening o nazwie „Królewska Wagina z Tęczowymi Madonnami”, który wywołał liczne kontrowersje. Niektórzy uznali, że niesiony przez nich transparent miał imitować eucharystę w monstrancji. Happening skrytykowała prezydent Gdańska Aleksandra Dulkiewicz. Organizatorki tłumaczyły, że „Królewska Wagina” nie miała na celu niczego imitować, tylko być „symbolem wolnych kobiet, dla których ich kobiecość jest święta”. Główna grupa Dziewuchy Dziewuchom z Warszawy odcinała się od tego wydarzenia. Prokuratura wszczęła śledztwo w sprawie o obrazę uczuć religijnych. Po 4 latach sąd umorzył sprawę. 
1 czerwca 2019 r. zorganizowały manifestację przypominającą o ofiarach pedofilii wśród polskich duchownych, przed rezydencją metropolity gdańskiego Sławoja Leszka Głódzia.

#### Łódzkie Dziewuchy Dziewuchom
Stowarzyszenie Łódzkie Dziewuchy Dziewuchom działa od 2016 roku. W 2019 zostały nominowane do nagrody Women of Europe, przyznawanej dla najbardziej aktywnych kobiet w Europie.
Stowarzyszenie zajmuje się wydawaniem czasopisma „SILNE. Aperiodyk społeczny” od 2020 roku. Wydały też publikacje „Kobieta na językach” oraz poprowadziły warsztaty pod tą samą nazwą.
W październiku 2020 r. poprowadziły warsztaty z ciałopozytywności sfinansowane przez Fundusz Feministyczny. Poprowadziły także łódzką kampanię „Jesteśmy… SILNE!” podnoszącą świadomość w zakresie kulturowych i społecznych źródeł przemocy ze względu na płeć oraz sposobów jej przeciwdziałania. W grudniu 2020 r. pojawiło się z ich inicjatywy 5 bilbordów promujących legalną aborcję.
W 2023 roku zrealizowały kampanię #WybieramPrawaKobiet zachęcającą kobiety do głosowania w wyborach. Poprowadziły także kampanię „Masz tę moc, zatrzymaj przemoc!”.
Oferowały bezpłatne wsparcie pedagogiczne, psychologiczne i prawne dzięki dotacji z Funduszu Praw Kobiet od Fundacji im. Stefana Batorego.

## Historia
W marcu 2016 r. prezydium polskiego Episkopatu zaapelowało o zniesienie „kompromisu aborcyjnego” z 7 stycznia 1993 r. i zapewnienie ochrony „życia nienarodzonych”. W efekcie Fundacja Pro — Prawo do życia, wspierana przez Instytut na rzecz Kultury Prawnej Ordo Iuris, utworzyła Komitet Inicjatywy Ustawodawczej „Stop aborcji”, celem zbierania podpisów pod projektem ustawy dopuszczającej możliwość przerwania ciąży tylko w przypadku, gdy zagrożone jest życie kobiety. Ustawa wykluczała możliwość dokonywania aborcji gdy powstała wskutek czynu zabronionego (gwałtu lub kazirodztwa) lub w przypadku ciężkiego i nieodwracalnego uszkodzenia płodu.
Odpowiedzią na nastroje w państwie było organizowanie samopomocowe wśród kobiet. Jednym z działań było powstanie 1 kwietnia 2016 r. grupy na portalu Facebook o nazwie Dziewuchy Dziewuchom, pozwalającej na skomunikowanie osób przeciwnych projektowi. W ciągu pierwszych dni od założenia do grupy dołączyło 100 000 osób. Grupa dała możliwość przeprowadzenia wirtualnej dyskusji, wymiany doświadczeń i otrzymania wsparcia między osobami z całej Polski. Wkrótce większość miast rozpoczęła działalność lokalnych inicjatyw, takich jak na przykład Dziewuchy Dziewuchom Trójmiasto. 
W 2016 r. grupa została nagrodzona wyróżnieniem Federa 2016. W 2017 r. grupa otrzymała od Fundacji Izabeli Jarugi-Nowackiej nominację do wyróżnienia „Okularów równości” w kategorii „Prawa kobiet i zwalczanie dyskryminacji z powodu płci”. W tym samym roku Dziewuchy Dziewuchom pomogły stworzyć listę głównych tematów dotyczących edukacji seksualnej dla akcji sexedpl, organizowanej przez Anję Rubik.
Łódzka grupa „Dziewuchy Dziewuchom”, utworzyła na przełomie 2017 i 2018 stowarzyszenie o nazwie „Łódzkie Dziewuchy Dziewuchom”, które 8 lutego 2018 zostało sądownie zarejestrowane i kontynuuje działalność po dziś dzień.
W sierpniu 2017 założycielka ogólnopolskiej grupy zgłosiła nazwę „Dziewuchy Dziewuchom” jako znak towarowy, który został zarejestrowany przez Urząd Patentowy RP 30 stycznia 2018, co zostało ujawnione na stronie grupy w Facebooku w kwietniu 2018. Jej działanie spotkało się z żywą reakcją społeczności Facebooka, zwłaszcza grup używających w nazwie członu „Dziewuchy Dziewuchom [nazwa miasta]”, które zostały usunięte z portalu. W oświadczeniu zamieszczonym w Codzienniku Feministycznym dnia 21.04.2018 r. właścicielka znaku, Agata Maciejewska, podała do wiadomości publicznej, że celem podjęcia procedury rejestracyjnej nie miało być użycie znaku do celów marketingowych, a dalej, czerpania z tego tytułu korzyści majątkowych, a jedynie rozdzielenie pierwotnej inicjatywy „Dziewuchy Dziewuchom” od powstających podgrup korzystających z jej nazwy. Grupy te, miały posiadać indywidualne cele i założenia, rozbieżne z jej inicjatywą. Wedle oświadczenia, grupy miały być poinformowane o konieczności zmiany nazwy w dniu 19.04.2018 r., kiedy faktycznie rozpoczęła się już procedura usuwania grup z portalu Facebook. 
W drugiej połowie 2018 utworzono fundację o nazwie „Dziewuchy Dziewuchom”, która została zarejestrowana 20 grudnia 2018. Prezeską fundacji została Agata Maciejewska.